# 輪廻 (清春の曲)
「輪廻」(りんね) は、日本のロック歌手、清春の12枚目のシングル。

## 概要
- 通常盤と初回限定盤の二種類が発売された。
- 初回限定版にはDVDが付属している。
- 「窓」は通常盤にのみ収録されている。

## 収録曲

### 初回限定盤
| 全作詞・作曲: 清春、全編曲: 三代堅/清春。 |                                                 |       |            |       |
| #                                         | タイトル                                        | 作詞  | 作曲・編曲 | 時間  |
| 1.                                        | 「輪廻」                                        | 清春  | 清春       | 6:49  |
| 2.                                        | 「飛行船」(『1stアルバム『poetry』収録曲の再録) | 清春  | 清春       | 10:26 |
| 合計時間:                                 | 合計時間:                                       | 17:15 |            |       |

| #  | タイトル            | 作詞 | 作曲・編曲 |
| -- | ------------------- | ---- | ---------- |
| 1. | 「輪廻 VIDEO CLIP」 |      |            |

### 通常盤
| 全作詞・作曲: 清春、全編曲: 三代堅/清春。 |                                               |       |            |       |
| #                                         | タイトル                                      | 作詞  | 作曲・編曲 | 時間  |
| 1.                                        | 「輪廻」                                      | 清春  | 清春       | 6:49  |
| 2.                                        | 「窓」                                        | 清春  | 清春       | 5:32  |
| 3.                                        | 「飛行船」(1stアルバム『poetry』収録曲の再録) | 清春  | 清春       | 10:26 |
| 合計時間:                                 | 合計時間:                                     | 22:47 |            |       |